# Edvard Isto
Edvard „Eetu“ Isto (28. listopadu 1865 Alatornio – 14. října 1905 Helsinky) byl finský realistický malíř.
Byl nejmladším z devíti dětí laponské rolnické rodiny. Po dokončení základní školy se učil malířem pokojů ve švédském Övertorneå a od roku 1888 studoval výtvarnou školu v Helsinkách. Živily ho příležitostné dekorativní práce, které mu zadávali architekt Karl August Wrede a podnikatel Salomo Wuorio. Od roku 1895 studoval v Berlíně na Pruské výtvarné akademii a bral také soukromé hodiny u Eugena Hanetzoga. Pak se vrátil do Alatornia, kde se seznámil s knězem Johannesem Granöem. Vytvářel pro něj obrazy s náboženskými náměty a společně podnikli cestu na Sibiř, kde Isto maloval místní přírodu. Na počátku dvacátého století se stal Eetu Isto uznávaným portrétistou, který zobrazil tehdejší významné osobnosti severního Finska.
Jeho nejslavnějším dílem je alegorický vlastenecký obraz Útok (Hyökkäys) z roku 1899. Zobrazuje v něm Finsko jako dívku v bílých šatech, kterou napadl dvouhlavý orel symbolizující Ruské impérium a snaží se jí z rukou vyrvat zákoník. Isto tím reagoval na postupující rusifikaci Finů a zejména na manifest cara Mikuláše II. z 15. února 1899, jímž omezil pravomoci finského sněmu. Kompozice díla je inspirována Holubicí Pierra Puvise de Chavannes, vytvořenou jako protest proti prusko-francouzské válce. 
Ruské úřady zakázaly Útok vystavit, ve Finsku však kolovaly jeho četné reprodukce. Plátno pak bylo převezeno do Švédska, kde ho získal místní obchodník Otto Nordberg, po jehož smrti malba přešla do vlastnictví Finského národního muzea.
Isto začal také pracovat na obraze nazvaném Křivá přísaha (Väärä vala), v němž znázornil cara Mikuláše, jak před soudem zapírá svá provinění. Toto dílo zůstalo nedokončeno kvůli umělcově předčasné smrti na břišní tyfus. Autorem Istova náhrobku v Alatorniu je sochař Martti Tarvainen.

## Galerie

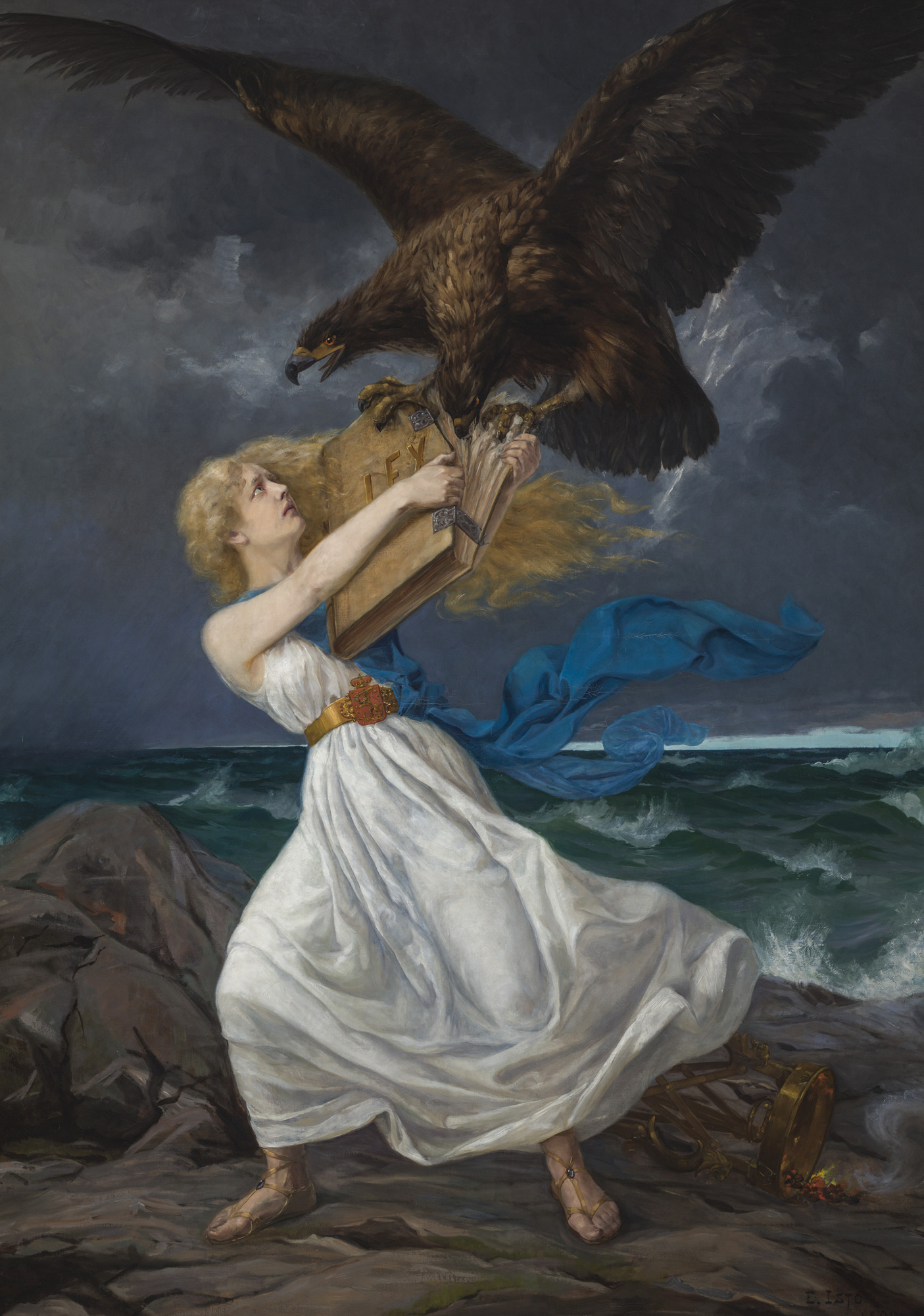
Útok
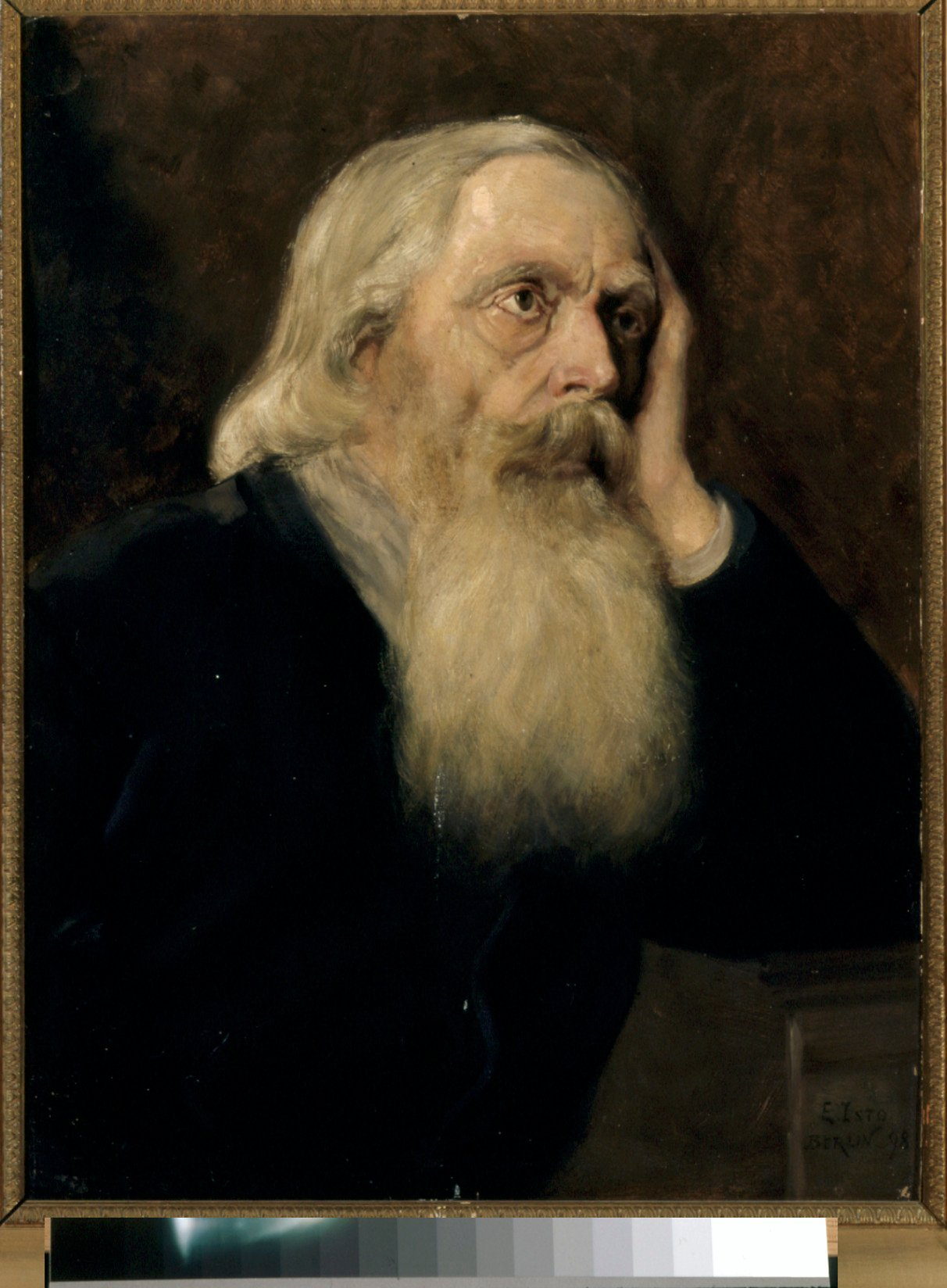
Portrét starého muže
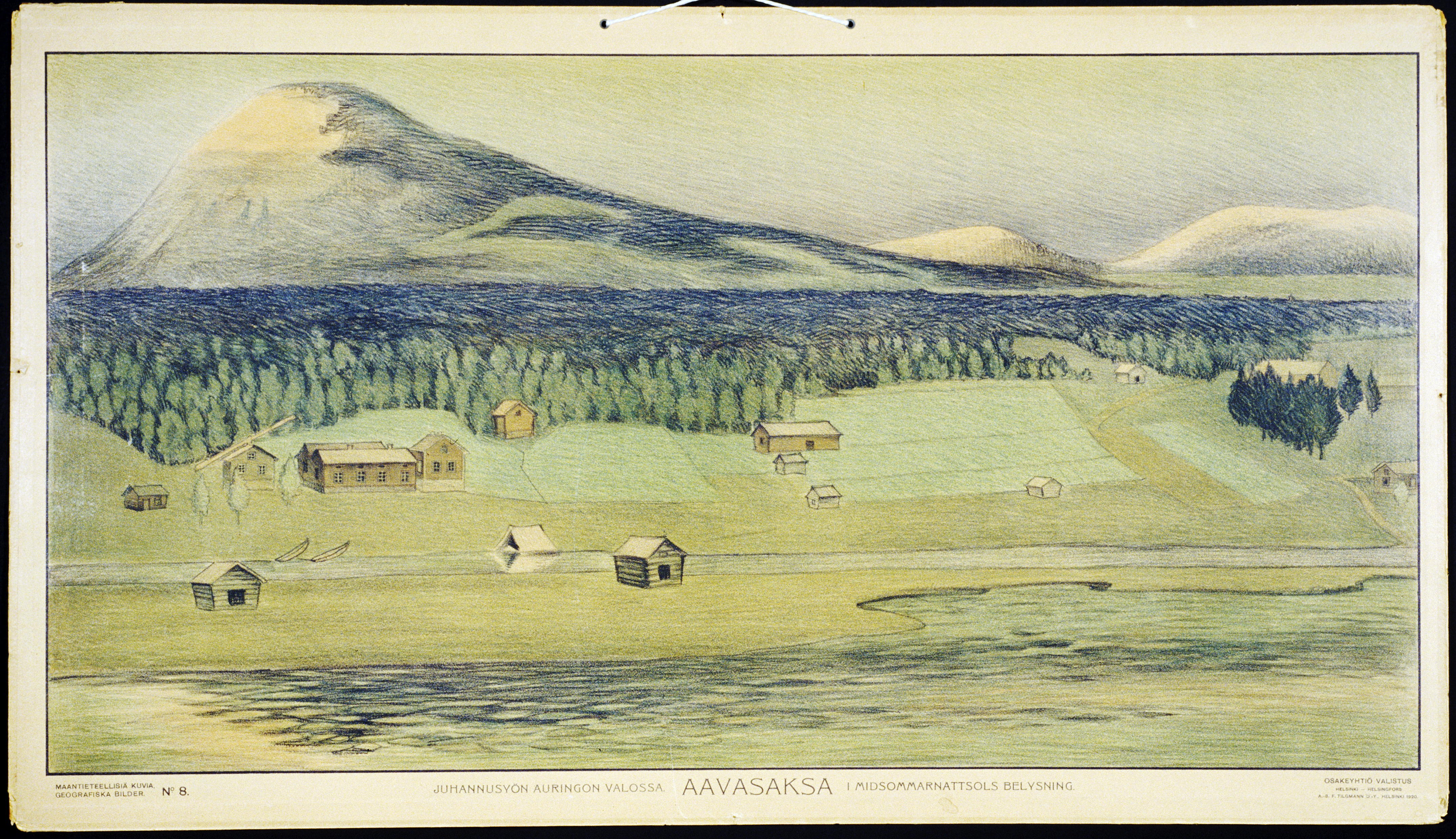
Hora Aavasaksa